# Taclamacã

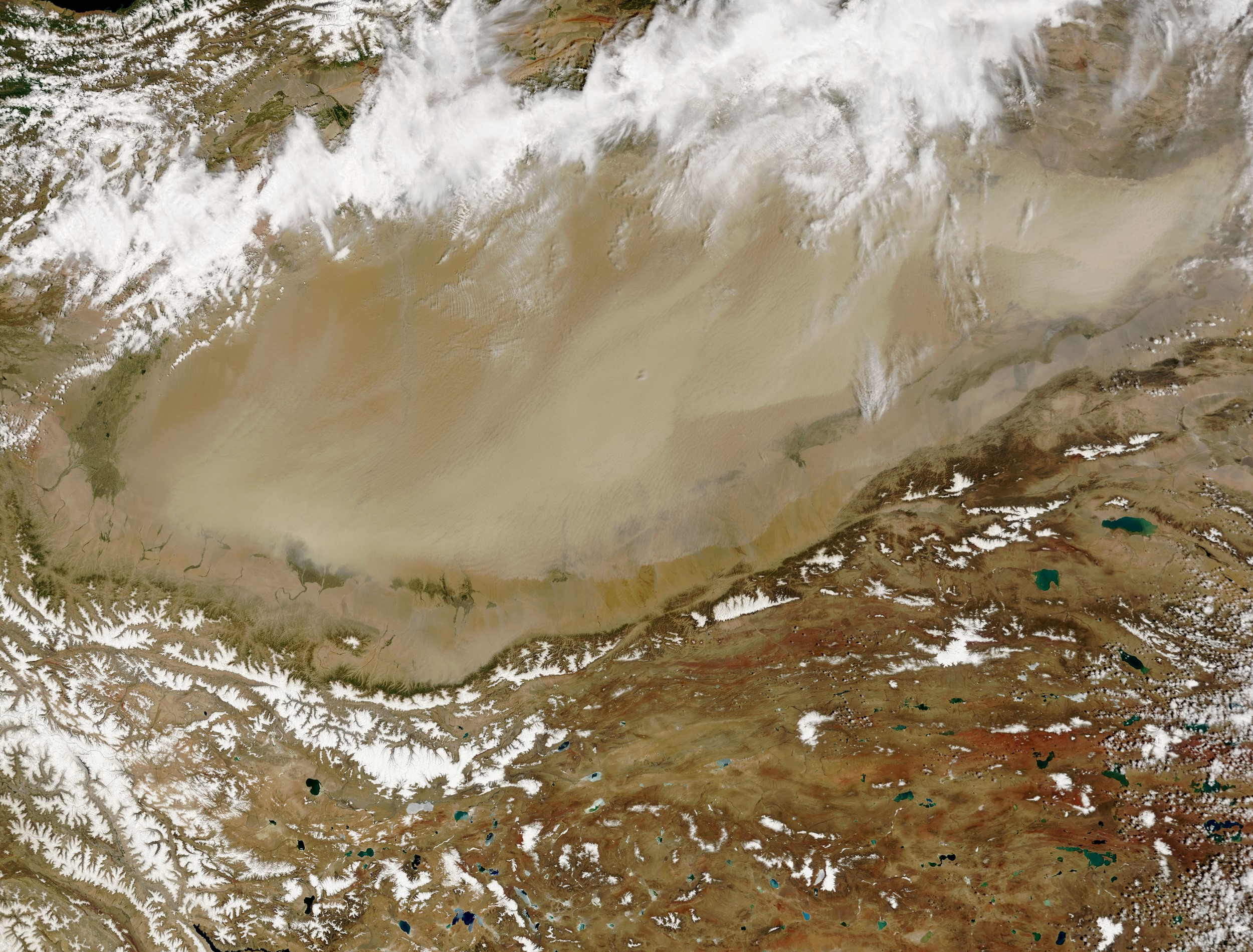
Tempestade de areia no Taclamacã vista do espaço

O deserto do Taclamacã (em chinês: 塔克拉玛干沙漠; pinyin: Tǎkèlāmǎgān Shāmò; uigur: تەكلىماكان قۇملۇقى), também chamado de Taclimacã, é um deserto frio na Ásia Central. Fica situado na região autônoma chinesa de Xinjiang, na bacia do Rio Tarim. 
É conhecido é um dos maiores desertos do mundo (o 15° em área dentre os maiores desertos não-polares do mundo). A Depressão de Turfã, um oásis perto do limite do deserto, é o ponto mais baixo da China, a 154 metros abaixo do nível do mar. O deserto chega a temperaturas abaixo dos -2 °C.
É no deserto de Taclamacã que se encontra um dos mais importantes sítios arqueológicos da China: as Tumbas de Xiaohe.
No século XX, o arqueólogo húngaro-britânico Aurel Stein (1862-1943) penetrou o deserto seguindo os escritos do século VII do monge chinês Xuanzang.

## Videografia
- "Tesouros perdidos: o deserto gelado da China" (tít. orig. : Treasure seekers: China's frozen desert), National Geographic Society, 2001 (versão portuguesa, lançada por Lusomundo Editores em 2002).